# Neurootologie
Neurootologie je oborem, jež se zabývá vyšetřováním pacientů trpících závratěmi (iluse pohybu vlastního těla či okolí, jenž ale není vyvolaný adekvátním podnětem). Mimo to se však zabývá i vyšetřováním chuti a čichu a v neposlední řadě také vyšetřováním kraniálních nervů, které danou anatomickou oblastí procházejí.